# Et puis juin
 (août 2014).
Si vous disposez d'ouvrages ou d'articles de référence ou si vous connaissez des sites web de qualité traitant du thème abordé ici, merci de compléter l'article en donnant les références utiles à sa vérifiabilité et en les liant à la section « Notes et références ».
Albums de Rose
Les Souvenirs sous ma frange
(2009)
Et puis juin est le troisième album de Rose, sorti en 2013.

## Liste des morceaux
| No  | Titre                     | Durée |
| --- | ------------------------- | ----- |
| 1.  | Aux éclats je ris         | 3:36  |
| 2.  | Mais ça va                | 3:25  |
| 3.  | J'aime (pas)              | 4:36  |
| 4.  | Et puis juin              | 3:40  |
| 5.  | C'est donc rien           | 3:05  |
| 6.  | Je me manque              | 3:37  |
| 7.  | Les Pieds dans le bonheur | 3:48  |
| 8.  | On dit                    | 3:33  |
| 9.  | Jamais Paris ne me laisse | 3:12  |
| 10. | Mon homme                 | 4:06  |
| 11. | Comme si c'était demain   | 15:38 |

## Musiciens
- Raphaël Seguinier : batterie, percussion
- Laurent Vernerey : basse
- Jan Pham Huu Tri, Jérôme Plasseraud et Keren Rose : guitares
- Julien Noel, Jérôme Plasseraud, Keren Rose et Dominique Blanc-Francard : claviers
- Julien Chirol : trombone
- Michel Feugère : trompette
- Keren Rose : chœurs

## Classement hebdomadaire
| Classement (2013)            | Meilleure position |
| ---------------------------- | ------------------ |
| Belgique (Flandre Ultratop)  | 194                |
| Belgique (Wallonie Ultratop) | 37                 |
| France (SNEP)                | 14                 |

1. ↑  (nl) Ultratop.be – Rose – Et puis juin. Ultratop 200 albums. Ultratop et Hung Medien / hitparade.ch.
2. ↑  Ultratop.be – Rose – Et puis juin. Ultratop 200 albums. Ultratop et Hung Medien / hitparade.ch.
3. ↑  Lescharts.com – Rose – Et puis juin. SNEP. Hung Medien.